# Nethinius laevicollis
Nethinius laevicollis là một loài bọ cánh cứng trong họ Cerambycidae.